# Maladera opacifrons
Maladera opacifrons är en skalbaggsart som beskrevs av Leon Fairmaire 1891. Maladera opacifrons ingår i släktet Maladera och familjen Melolonthidae. Inga underarter finns listade i Catalogue of Life.